# Phaonia maculosa
Phaonia maculosa este o specie de muște din genul Phaonia, familia Muscidae, descrisă de Stein în anul 1911. Conform Catalogue of Life specia Phaonia maculosa nu are subspecii cunoscute.